# Chapelle du Gotty
La chapelle Saint-Pierre et Saint-Antoine-de-Padoue du Gotty ou chapelle Notre-Dame-de-la-Montagne du Gotty, dite aussi chapelle du Gotty, est une chapelle catholique française, située dans le département de la Haute-Savoie, dans la commune de La Clusaz.